# Пішманіє
Пішманіє — солодощі турецької кухні (під цією назвою), а також іранської, китайської та корейської кухонь (під іншими назвами), що нагадує клубки з тонких ниток, які складаються з обсмажених у маслі борошна й цукру, іноді з додаванням фісташок, кунжуту, ванілі або інших смакових добавок. Її можна вважати чимось посереднім між халвою та цукровою ватою. Візуально нагадує скручений моток ниток, має виражений солодкий смак.
Ще більш щільною, ніж іранська та турецька легка халва, є їхній індійський аналог — соан-папді.

## Турецька кухня
Раніше турецькі господині готували ці солодощі в домашніх умовах, проте сьогодні ця традиція стала рідкісною, і пішманіє в основному виробляють промисловим способом.
Найдавніший рецепт пішманіє міститься у книзі лікаря Сервані 1430-х років.

## Іранська кухня
У Персії (сучасний Іран) аналогічні солодощі відомі під ім'ям пашмак, і першу згадку про них можна віднайти у творчості поета Абу Ісхака на прізвисько Бушак. Слово «пашмак» походить від слова «пашм», що означає шерсть. Батьківщиною пашмака вважають іранське місто Єзд.
Існує також версія єгипетського (коптського) походження як самого десерту, так і його назви.

## Китайська кухня
Аналогічні солодощі китайської кухні звуться «Борода Дракона». З китайської кухні ці солодощі разом з китайською діаспорою поширилися по Східній Азії, проникнувши також на ринок Канади та США.
Класична «борода дракона» виготовляється з цукру і кукурудзяного сиропу, рисового борошна, арахісу, кунжуту й кокосової стружки. Вона візуально не надто відрізняється від пішманіє та пашмака. На відміну від пішманіє, усередину бороди дракона додатково загортають солодку начинку. З'їсти її рекомендують відразу ж після приготування (натомість пішманіє фабричного виробництва має досить тривалий термін зберігання).
Солодощі «борода дракона» асоціювали в Китаї з аристократією, і в ході культурної революції вони практично зникли в самому Китаї, зберігшись в діаспорі, а потім поступово відродившись з ростом капіталістичних відносин.

## Корейська кухня
У корейській кухні є аналогічні солодощі, які називаються медовий клубок (ккул-тарае).

## Сучасне поширення
У Китаї (так само як і в Туреччині й Ірані) «бородою дракона» («пішманіє», «пашмаком») торгують з лотків вуличні торговці, разом з іншими традиційними солодощами. Однак, існує і велике фабричне виробництво, продукція якого продається у фірмових і інших магазинах (наприклад, турецьке Koshka).

## Галерея

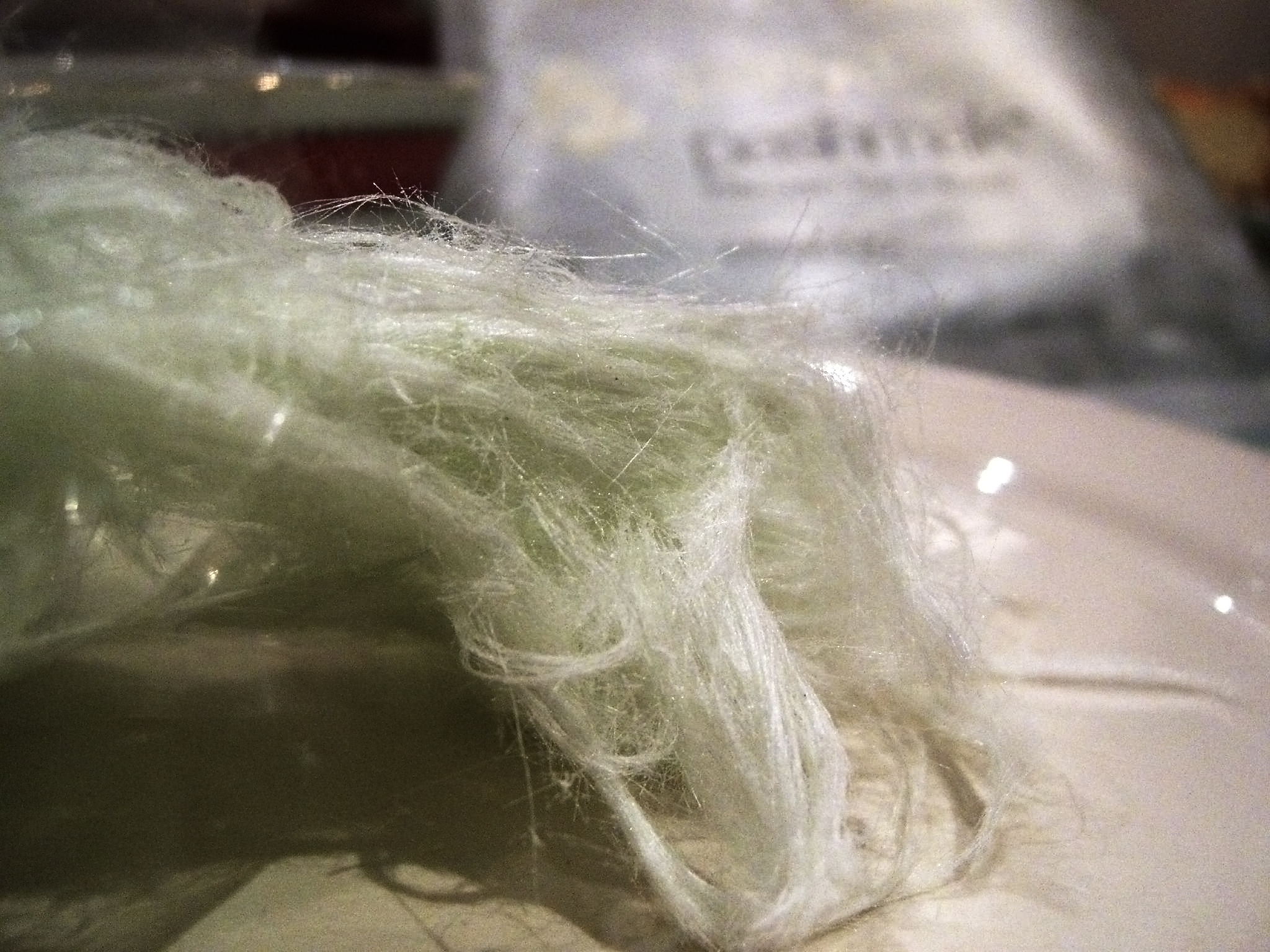
Іранський аналог.
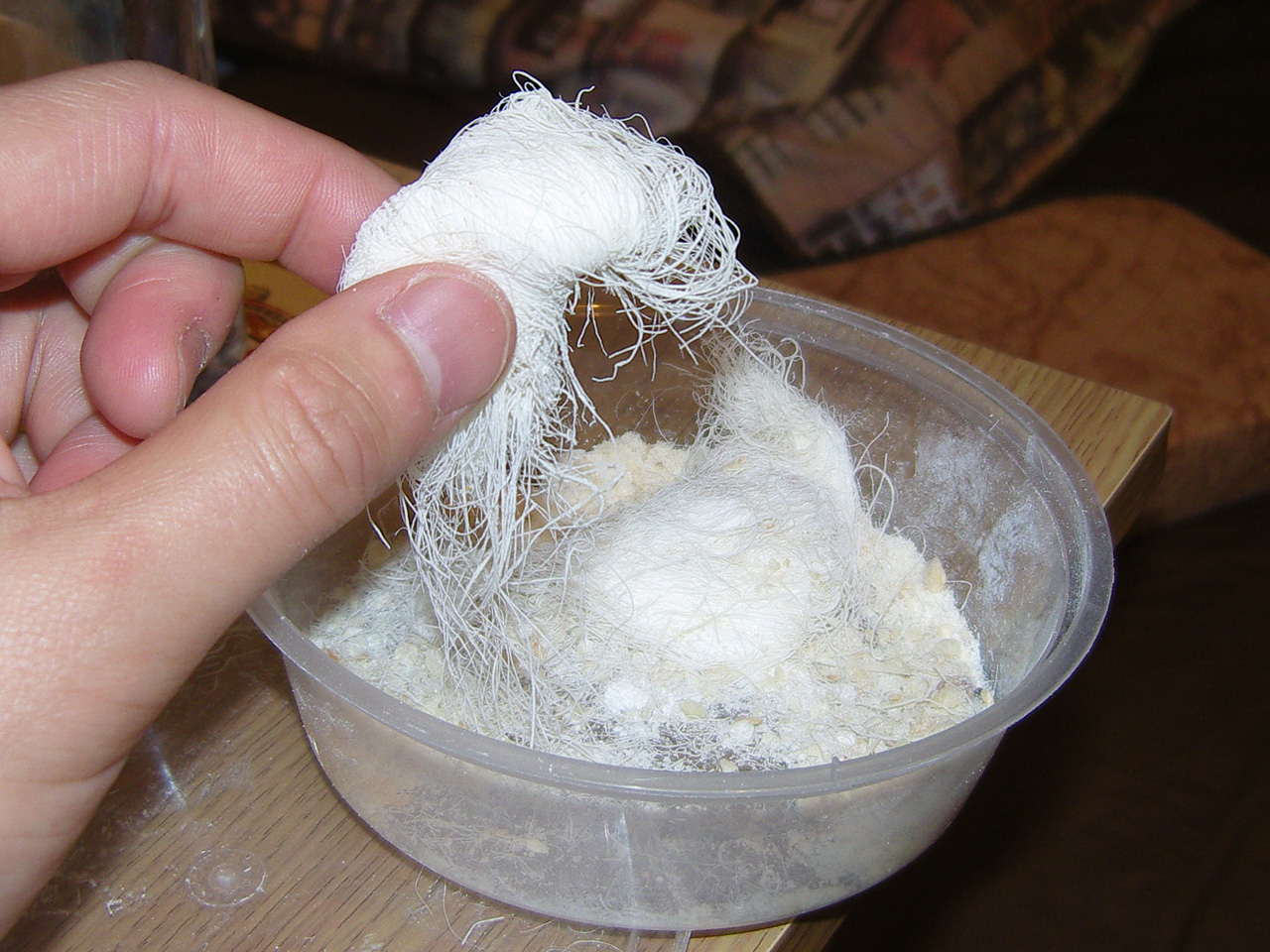
Китайський аналог.
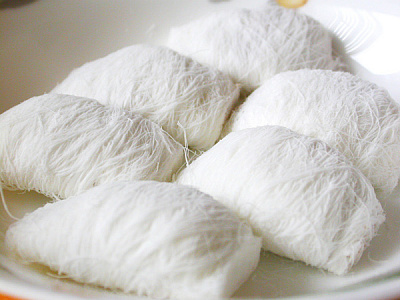
Корейський аналог.